# Ucides cordatus
Il granchio delle mangrovie (Ucides cordatus (Linnaeus, 1763)) è un crostaceo decapode della  famiglia Ucididae, diffuso nella fascia tropicale e subtropicale del Nuovo Mondo.

## Descrizione

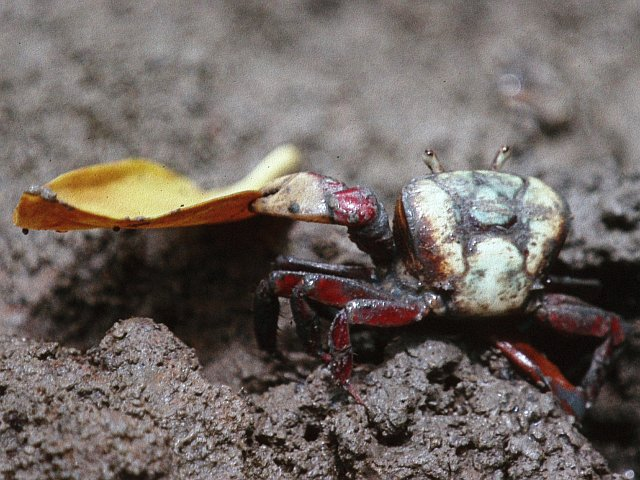

Gli adulti hanno un carapace che misura mediamente 52 mm nei maschi e 45 mm nelle femmine (dimorfismo sessuale).

## Biologia
Si nutre prevalentemente di foglie e altri detriti vegetali, con preferenza per le foglie di Rhizophora mangle e Avicennia germinans. 
La specie gioca un ruolo importante nell'ecosistema delle mangrovie accelerando i processi di decomposizione della lettiera.

## Distribuzione e habitat
Ucides cordatus è diffuso lungo la costa atlantica delle Americhe, dalla Florida al sud del Brasile.